# North Side Gang
La North Side Gang o North Side Mob era un'organizzazione criminale irlandese-statunitense (sebbene ci fossero anche un cospicuo numero di polacco-americani e qualche italo-americano) di Chicago. Ai tempi del proibizionismo negli anni '20 fu la principale organizzazione rivale dell'organizzazione di Johnny Torrio e Al Capone, conosciuta poi come Chicago Outfit, traducibile in italiano come Impresa Chicago. La North Side Gang era inoltre in guerra con la Famiglia Genna e uccise diversi di loro. Cessa di esistere con la strage di San Valentino.

## Capi dell'organizzazione
- 1919–1924 — Dean O'Banion
- 1924–1925 — Henry Earl "Hymie" Weiss
- 1925–1926 — Vincent "The Schemer" Drucci
- 1926–1935 — George "Bugs" Moran